# راي جارفيس
راي جارفيس (بالإنجليزية: Ray Jarvis)‏ هو لاعب كرة قدم أمريكية أمريكي، ولد في 2 فبراير 1949 في تشيسابيك في الولايات المتحدة.

## وصلات خارجية
- راي جارفيس على موقع مرجع كرة القدم المحترفة.كوم (الإنجليزية)